# Malice n Wonderland
Malice n Wonderland é o décimo álbum de estúdio do Rapper estadunidense Snoop Dogg, lançado no dia 8 de dezembro de 2009, pela editora discográfica Priority Records. O álbum foi gravado e produzido entre Janeiro e Setembro de 2009, tendo como produtores Battlecat, The-Dream, Tricky Stewart, The Neptunes, Teddy Riley, Lil Jon, e Terrace Martin. O álbum estreou no número vinte e três na Billboard 200, vendendo 59.000 cópias em sua primeira semana. Após a seu lançamento, Malice n Wonderland recebeu críticas mistas dos críticos de música.

## Antecedentes
O álbum foi originalmente planejado para ser lançado através de um acordo de distribuição com a MTV depois de sua partida com a Interscope Records. Em meados de 2009 a Priority Records anunciou que Snoop Dogg foi nomeado presidente criativo da gravadora, e também anunciou planos para lançar o seu décimo álbum de estúdio na editora.
O álbum é composto por quatorze faixas, produzidas por Teddy Riley, Nottz, The Neptunes, The-Dream e Terrace Martin. O álbum ainda conta com participações de Pharrell, R. Kelly, Soulja Boy Tell 'Em e Brandy.
Juntamente com o disco foi lançado um curta-metragem pelas gravadoras Doggystyle Records e Snoopadelic Films, semelhante ao curta Murder Was the Case de 1994. Retratando-o como um "super gangster"

## Recepção
| Críticas profissionais | Críticas profissionais |
| Pontuações agregadas   | Pontuações agregadas   |
| Fonte                  | Avaliação              |
| ---------------------- | ---------------------- |
| Metacritic             | (61/100)               |
| Avaliações da crítica  |                        |
| Fonte                  | Avaliação              |
| Allmusic               | [ 8 ]                  |
| Entertainment Weekly   | (B-)                   |
| IGN                    | (7.5/10)               |
| Now Magazine           | [ 11 ]                 |
| PopMatters             | (4/10)                 |
| RapReviews             | (7.5/10)               |
| Robert Christgau       | Favorável              |
| Slant Magazine         | [ 15 ]                 |
| The Source             | [ 16 ]                 |
| ThaCorner              | [ 17 ]                 |
| USA Today              | [ 18 ]                 |
| XXL                    | (L)                    |

Malice n Wonderland foi recebido com críticas geralmente favoráveis, com o Metacritic dando-lhe 61 pontos de 100 possíveis. The Smoking Section avaliou o álbum como "álbum com fluxo de hip hop agradável, assim como álbum de estreia do artista Doggystyle." Apesar de seu fraco desempenho de vendas o álbum recebeu críticas mistas e favoráveis dos críticos de música.

## Singles
"Gangsta Luv" com The-Dream, foi lançado como primeiro single do álbum em 6 de outubro de 2009. A canção foi produzida pelo próprio The-Dream juntamente com Tricky Stewart. O single alcançou a 35º posição na Billboard Hot 100,
O segundo single do álbum, "That's tha Homie", foi lançado para download digital no dia 3 de novembro de 2009.
O terceiro single do álbum, "I Wanna Rock" foi lançado para download digital em 17 de novembro de 2009. O single alcançou a 41º posição na Billboard Hot 100,
O quarto single do álbum, "Pronto", com Soulja Boy, foi lançado para download digital em 1 de dezembro de 2009.

## Promoção
Em 19 de outubro de 2009 Snoop Dogg participou do WWE Raw para promover o álbum.

## Performance comercial
Malice n Wonderland estreou no número 23 na Billboard 200, vendendo 59 mil copias em sua semana estréia. Foi o seu primeiro álbum desde Paid tha Cost to Be da Boss a não ficar entre os dez primeiros na Billboard 200, sendo também seu álbum com pior desempenho na Billboard R&B/Hip-Hop Albums alcançando apenas a quinta posição, e tendo alcançado a oitava posição na Billboard Top Digital Albums sendo também o primeiro álbum de do rapper a não alcançar as paradas musicais britânicas e australianas. Malice n Wonderland vendeu um numero aproximado 300 mil copias. Seu álbum anterior, Ego Trippin' estreou no número três na Billboard 200, com 137 mil cópias vendidas na primeira semana, vendendo um total aproximado de 400 mil cópias no Estados Unidos

## Faixas
| N.º | Título                                       | Produtor(s)                           | Duração |  |
| 1.  | "Intro"                                      | Snoop Dogg                            | 0:14    |  |
| 2.  | "I Wanna Rock"                               | Scoop DeVille                         | 3:56    |  |
| 3.  | "2 Minute Warning"                           | Terrace Martin                        | 1:53    |  |
| 4.  | "1800" (com Lil Jon)                         | Lil Jon                               | 3:35    |  |
| 5.  | "Different Languages" (com Jazmine Sullivan) | Teddy Riley, Scoop DeVille, PMG (co.) | 4:44    |  |
| 6.  | "Gangsta Luv" (com The-Dream)                | Tricky Stewart, The-Dream             | 4:16    |  |
| 7.  | "Pronto" (com Soulja Boy)                    | B-Don, Super Ced (co.)                | 4:57    |  |
| 8.  | "That's tha Homie"                           | Danja                                 | 5:43    |  |
| 9.  | "Upside Down" (com Nipsey Hussle & Problem)  | Terrace Martin, Jason Martin (co.)    | 4:44    |  |
| 10. | "Secrets" (com Kokane)                       | Battlecat                             | 4:53    |  |
| 11. | "Pimpin Ain't EZ" (com R. Kelly)             | Nottz                                 | 4:12    |  |
| 12. | "Luv Drunk" (com The-Dream)                  | Tricky Stewart, The-Dream             | 3:55    |  |
| 13. | "Special" (com Pharrell & Brandy)            | The Neptunes                          | 5:26    |  |
| 14. | "Outro"                                      | Snoop Dogg                            | 1:31    |  |

## Desempenho nas paradas
| Paradas (2009)                            | Melhores posições |
| ----------------------------------------- | ----------------- |
| Estados Unidos (Billboard 200)            | 23                |
| Estados Unidos (Billboard Digital Albums) | 8                 |
| Estados Unidos (Top R&B/Hip Hop Albums)   | 5                 |
| Estados Unidos (Top Rap Albums)           | 2                 |
| Estados Unidos (iTunes Album Chart)       | 5                 |
| França (SNEP)                             | 62                |
| Suíça (Schweizer Hitparade)               | 74                |
| Reino Unido (iTunes Album Chart)          | 53                |
| Reino Unido (UK R&B Albums Chart)         | 25                |

| Paradas (2010)                                | Melhores posições |
| --------------------------------------------- | ----------------- |
| Estados Unidos (Billboard 200                 | 135               |
| Estados Unidos (Billboard R&B/Hip-Hop Albums) | 34                |
| Estados Unidos (Billboard Rap Albums)         | 15                |

## Vendas
| Estados Unidos (RIAA) |  | 272,156* |
| Vendas totais |  |          |
| Mundo |  | 350,000  |
| *número de vendas baseado na certificação ^ figuras embarques com base apenas na certificação ºnúmeros não especificados baseando-se apenas na certificação |  |          |